# Liste der Ehrenbürger von Greifswald
Diese Liste der Ehrenbürger von Greifswald verzeichnet die Ehrenbürger von Greifswald.

## Ehrenbürger der Universitäts- und Hansestadt Greifswald
1. Hermann Kühne (Richter) (* 12. November 1819; † Januar 1887)
Verleihung am 14. Januar 1880
2. Johannes Krech (* 2. Juli 1834; † 20. Januar 1915)
Verleihung im November 1884
3. Richard Sigmund Schultze (* 1. Februar 1831 in Freiburg im Breisgau; † 5. Januar 1916 in Greifswald)
Bürgermeister von Greifswald
Verleihung im März 1906
4. Friedrich August Johannes Loeffler (* 24. Juni 1852 in Frankfurt (Oder); † 9. April 1915 in Berlin)
Mediziner, Hygieniker und Bakteriologe, Schüler von Robert Koch in Berlin.
Verleihung am 10. Mai 1914
5. Edmund Stengel (* 5. April 1845 in Halle (Saale); † 3. November 1935 in Marburg)
Romanist und Universitätsprofessor
Verleihung am 21. Februar 1920
6. Johannes Rehmke (* 1. Februar 1848 in Hainholz bei Elmshorn; † 23. Dezember 1930 in Marburg)
Philosoph und Universitätsprofessor
Verleihung am 1. Februar 1923
7. Max Albert Wilhelm Lenz (* 13. Juni 1850 in Greifswald; † 6. April 1932 in Berlin)
Historiker und Universitätsprofessor
Verleihung am 28. Januar 1925
8. Erich Peiper (* 19. Mai 1856 in Kloster Leubus; † 13. September 1938 in Greifswald)
Kinderarzt
Verleihung am 24. Oktober 1926
9. Ernst Lucht (* 23. Dezember 1871 in Kolberg; † 16. April 1934 in Greifswald)
Architekt und preußischer Baubeamter
Verleihung am 23. September 1928
10. Johannes Luther (* 12. Oktober 1861 in Seehausen (Altmark); † 1. Mai 1954 in Greifswald)
Germanist und Bibliothekar, Professor der Universität Greifswald
Verleihung am 10. Mai 1932
11. Martin Andersen Nexø (* 26. Juni 1869 in Christianshavn, Kopenhagen; † 1. Juni 1954 in Dresden)
Dänischer Schriftsteller
Verleihung am 7. Juli 1949
12. Gerhardt Katsch (* 14. Mai 1887 in Berlin; † 7. März 1961 in Greifswald)
Internist, Professor für Innere Medizin, Direktor der Medizinischen Klinik und der Rektor der Greifswalder Universität
Verleihung am 14. Mai 1952
Für seine Verdienste bei der kampflosen Übergabe der Stadt an die Sowjetische Armee im April 1945.
13. Rudolf Petershagen (* 4. Juni 1901 in Hamburg; † 13. April 1969 in Greifswald)
Offizier der deutschen Wehrmacht, Stadtkommandant von Greifswald
Verleihung am 19. Oktober 1955
Für seine Verdienste bei der kampflosen Übergabe der Stadt am 30. April 1945, die sie vor der Zerstörung durch sowjetische Truppen bewahrte.
14. Pawel Mironowitsch Sineoki (* 1. Januar 1901; † 12. Juli 1977)
Sowjetischer Militärkommandant
Verleihung am 7. November 1971
15. Werner Westphal (* 18. Juni 1907; † 11. September 1990)
Verleihung am 7. November 1971
16. Nikolai Grigorjewitsch Ljaschtschenko (* 1910 in Sima (Irkutsk); † 10. Oktober 2000 in Moskau)
Sowjetischer Armeegeneral
Verleihung am 11. Mai 1980
Für seine Verdienste bei der kampflosen Übergabe der Stadt im April 1945.
17. Johann Schönfeld (* 28. Februar 1907; † 13. Juli 1992)
Offizier der deutschen Wehrmacht
Verleihung posthum 1993
Für seine Verdienste bei der kampflosen Übergabe der Stadt im April 1945.
18. Max Otto Wurmbach (* 24. September 1885; † 1946)
Offizier der deutschen Wehrmacht
Verleihung posthum 1993
Für seine Verdienste bei der kampflosen Übergabe der Stadt im April 1945.
19. Wolfgang Koeppen (* 23. Juni 1906 in Greifswald; † 15. März 1996 in München)
Schriftsteller
Verleihung am 14. März 1994
20. Berthold Beitz (* 26. September 1913 in Zemmin; † 30. Juli 2013 in Kampen, Sylt)
Manager und Unternehmenslenker
Verleihung am 26. Mai 1995

### Aberkennung der Ehrenbürgerschaft
Den hier aufgeführten Personen wurde die Ehrenbürgerschaft aberkannt.
1. Wilhelm Karpenstein (* 24. Mai 1903 in Frankfurt am Main; † 2. Mai 1968 in Lauterbach (Hessen))
Gauleiter von Pommern
Verleihung am 11. Mai 1933, Aberkennung am 5. September 1935
2. Hermann Lindgreen (* 1. Januar 1890; † 7. März 1965)
Kommunistischer Widerstandskämpfer
Verleihung am 24. Februar 1965, Beendigung der Ehrenbürgerschaft durch BS am 6. Dezember 1990
3. Hans von Beseler (* 27. April 1850 in Greifswald; † 20. Dezember 1921 in Neubabelsberg)
Preußischer Generaloberst und Politiker
Verleihung am 12. Oktober 1915, Aberkennung am 23. Mai 1991